# Solntse
Solntse (en rus: Солнце) és un poble (un possiólok) de l'óblast de Briansk, a Rússia, segons el cens del 2013 tenia 28 habitants. Pertany al districte de Komàritxi.